# Domenico Riviera
Domenico Riviera (Urbino, 3 de dezembro de 1671 - Roma, 2 de novembro de 1752) foi um cardeal do século XVIII

## Biografia
Nasceu em Urbino em 3 de dezembro de 1671. Filho de Giovanni Carlo Riviera e Cinzia Pazzini. A família era originalmente de Aquila. Parente da família Albani. Ele foi o último cardeal dos condes de Marsi. Seu sobrenome também está listado como Rivera. Parente do cardeal Girolamo d'Andrea (1852).
Estudou no Collegio di S. Saverio , Bolonha; e na Universidade de Urbino, onde obteve o doutorado.
Recebeu o hábito clerical em Urbino e depois foi para Roma. Coadjutor de Mons. Raffaele Fabbretti, guardião do arquivo secreto do Castello Sant'Angelo , Roma, no pontificado do Papa Inocêncio XII; Mons. Fabretti tornou-se secretário da Congregação delle Acqueem 1730; , mais tarde, Mons. Riviera tornou-se o guardião; em 1733, quando foi promovido ao cardinalato, foi sucedido por Mons. Niccolò Maria Antonelli, futuro cardeal. Cônego da colegiada de S. Maria na Via Lata, Roma. Enviado pelo Papa Clemente XI no início de 1707 em missão perante Eugenio di Savoia, comandante supremo das forças imperiais que ocupavam a Romanha, para negociar a devolução do território à Santa Sé; cumpriu com sucesso sua missão quando em 5 de fevereiro de 1707 foi assinado um tratado concordando com a devolução do território. Encarregado de outras missões perante o duque Vittorio Amedeo de Sabóia; e os duques de Parma e de Modena. Cânon do capítulo da Collegiatade S. Maria na Via Lata, Roma, por um breve período; e depois, cânone da basílica patriarcal do Vaticano. Camareiro Privado de Sua Santidade. Secretário da SC Consistorial e do Sagrado Colégio dos Cardeais, de 19 de fevereiro de 1710 a 24 de julho de 1730, quando renunciou. Secretário de Letras Latinas. Secretário da Congregação delle Acque. Referendário dos Tribunais da Assinatura Apostólica da Justiça e da Graça, janeiro de 1716. Prelado doméstico de Sua Santidade. Visitante apostólico à Romagna para deter a cheia do rio Reno, 1716. Enviado para regularizar com o governo da Toscana o curso do rio Chiana. Secretário dos conclaves de 1721 e 1724. Secretário da Cifra, maio de 1721. Adjunto à missão do cardeal Spínola para a investidura do imperador Carlos VI como rei de Nápoles. Durante o pontificado do Papa Bento XIII, foi consultor dos assuntos secretos e membro da regência governamental junto ao cardeal Niccolò Maria Lercari, secretário de Estado. Secretário da SC da Sagrada Consultado Estado Eclesiástico, 17 de julho de 1730 até sua promoção ao cardinalato, quando foi sucedido por Mons. Girolamo de' Bardi, futuro cardeal. Protonotário apostólico.
Criado cardeal sacerdote no consistório de 2 de março de 1733; recebeu o chapéu vermelho e o título de Ss. Quirico e Giulitta, 13 de abril de 1733. Concedeu permissão para receber o diaconato e presbiterato sem intervalo de tempo, 21 de março de 1733.
Ordenado em 21 de março de 1733. Encarregado dos assuntos da Polônia perante a Santa Sé desde 1735. Rejeitou repetidamente a legação da Romagna. Prefeito da SC das Fronteiras dos Estados Eclesiásticos ( dei Confini ) de 1735 até sua morte. Prefeito da SC de Bom Governo, 1737, vago por morte do Cardeal Renato Giuseppe Imperiale; nesse cargo, desenvolveu estreita amizade com o marquês Scipione Maffei, um dos homens mais eruditos de seu tempo. Ele também era um bom amigo de James Stuart, pretendente ao trono britânico. Participou do conclave de 1740, que elegeu o Papa Bento XIV. Optou pelo título de Ss. XII Apostoli, 2 de janeiro de 1741. Camerlengo do Sagrado Colégio dos Cardeais, 25 de janeiro de 1745 até 17 de janeiro de 1746. Protetor do Reino da Escócia; e do Colégio Scozzese . Protetor da República de S. Marino. Protetor do Collegio e Nazione Picena em Roma. Protetor dos monges Celestinos.
Morreu em Roma em 2 de novembro de 1752, Roma. Transferido na noite de 4 de novembro de 1752 para a basílica de Ss. XII Apostoli, onde aconteceu a capella papalis em 5 de novembro de 1752, com a participação do Papa Bento XIV; e enterrado naquela mesma igreja no túmulo que ele havia construído para si